# Bobbi Bliss
Bobbi Bliss (6 de enero de 1973) es una actriz pornográfica estadounidense.
Conforme a la Internet Adult Film Database (IAFD) y su propia página web, Bliss comenzó a trabajar en la industria para adultos en 1997. En 2000 ganó el XRCO Award por su interpretación en Orgasmic Oralist.
Tras intervenir en más de 150 películas, Bliss dejó la industria, tal y como indica en su sitio web había descubierto que no sabía quien era y necesitaba «un pequeño cambio». Durante su descanso, un accidente de mountain bike en un lugar desconocido en 2003 le paralizó temporalmente ambos brazos.